# Johannes Dyba
Johannes Dyba (ur. 15 września 1929 w Berlinie, zm. 23 lipca 2000 w Fuldzie) – niemiecki duchowny katolicki, arcybiskup Fuldy, nuncjusz apostolski.

## Życiorys
2 lutego 1959 otrzymał święcenia kapłańskie. W 1960 rozpoczął przygotowanie do służby dyplomatycznej na Papieskiej Akademii Kościelnej.
25 sierpnia 1979 został mianowany przez Jana Pawła II pro-nuncjuszem apostolskim w czterech państwach Afryki zachodniej: Gambii, Gwinei, Liberii i Sierra Leone oraz arcybiskupem tytularnym Neapolis in Proconsulari. Sakry biskupiej udzielił mu 13 października 1979 kardynał Agostino Casaroli.
1 czerwca 1983 został mianowany biskupem diecezjalnym Fuldy zachowując tytuł arcybiskupa ad personam. Od 30 listopada 1990 pełnił równocześnie funkcję ordynariusza wojskowego Niemiec.
Zmarł 23 lipca 2000.